# ヘンミンゲン (ヴュルテンベルク)
ヘンミンゲンまたはヘミンゲン (ドイツ語: Hemmingen) は、ドイツ連邦共和国バーデン＝ヴュルテンベルク州シュトゥットガルト行政管区のルートヴィヒスブルク郡に属す町村（以下、本項では便宜上「町」と記述する）である。この町は、シュトゥットガルト地域（1992年まではミットレラー・ネッカー地域）およびシュトゥットガルト大都市圏に含まれる。

## 地理

### 位置
ヘンミンゲンは、シュトローゴイの中心部、高度 270 m から 384 m に位置している。この町はシュトゥットガルトの北西約 8 km にある。

### 隣接する市町村
- ディッツィンゲン＝ハイマーディンゲン
- ディッツィンゲン＝シェッキンゲン
- エーバーディンゲン＝ホーホドルフ
- シュヴィーバーディンゲン
- コルンタール＝ミュンヒンゲン

### 自治体の構成
ヘンミンゲンには、ヘンミンゲン集落の他、ハウス・ハークミューレ、ハウス・ロールシュペルク、ハウス・ゼークミューレ、および離村のドリンゲン、ホーホシュテッテン、ホーフシュテッテンが含まれる。

### 土地利用
| 土地用途別面積     | 面積 (km2) | 占有率 |
| ------------------ | ---------- | ------ |
| 住宅地および空き地 | 0.66       | 5.4 %  |
| 産業用地           | 0.39       | 3.2 %  |
| レジャー用地       | 0.10       | 0.8 %  |
| 交通用地           | 0.79       | 6.4 %  |
| 農業用地           | 8.04       | 65.2 % |
| 森林               | 1.96       | 15.9 % |
| 水域               | 0.03       | 0.3 %  |
| その他の用地       | 0.37       | 3.0 %  |
| 合計               | 12.34      |        |

州統計局の2018年現在のデータによる。

## 歴史

### 中世
ヘンミンゲンが古い入植地であることを示す貴族の廟所を含む中世初期からの墓地が知られている。9世紀のカロリング朝の時代に、アルザスのヴァイセンブルク修道院はこの地に土地を所有していた。ヘンミンゲンは、991年に初めて文献に記録されている、13世紀から15世紀までベーベンハウゼン修道院がヘンミンゲンに少なからぬ土地を所有していた。

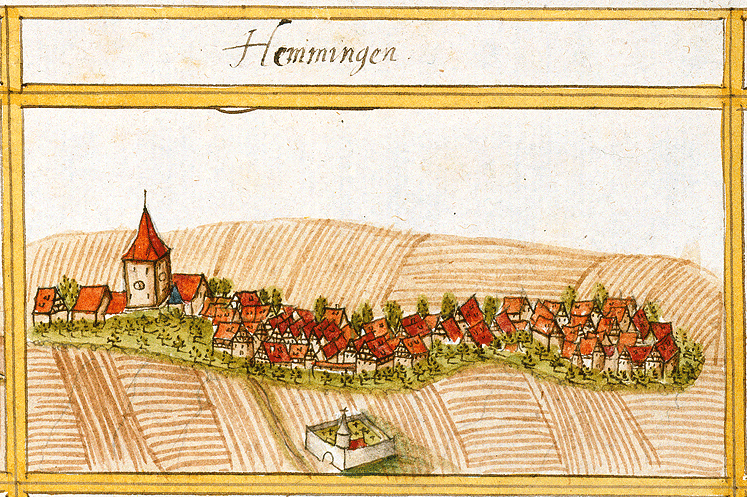
アンドレアス・キーザーが制作した1682年頃のヘンミンゲンの絵図

### 近世
ヘンミンゲンの歴史は、14世紀からこの村の領主権が城や荘園の貴族とヴュルテンベルクの領主との間で分割されていたという事実に何世紀にもわたって支配されていた。ヘンミンゲン家が断絶した後、まずニッペンブルク家が領主となった。1650年にエーバーハルト3世公がヨハン・コンラート・ファルンビューラーにヘンミンゲン村をレーエンとして与えた。これは、ファルンビューラーがヴェストファーレン条約締結に際して外交使節として大いに貢献したことに対する報償であった。これにより、村の領主はファルンビューラーだけとなった。

### ヴュルテンベルク王国建国以後
ヘンミンゲンは、ヴュルテンベルクのアムト・レオンベルクに属し、ヴュルテンベルク王国建国以後もオーバーアムト・レオンベルクに含まれた。財務大臣を務めたカール・フォン・ファルンビューラーと、宰相を務めた同名の息子カールの働きでヘンミンゲンは広く知られるようになった。1906年のシュトローゴイ鉄道開通によりヘンミンゲンはヴュルテンベルギシェ・ネーベンバーネンの鉄道網に接続した。ナチ時代の行政改革により、1938年にレオンベルク郡に編入された。

### 戦後
この町は1945年にアメリカ管理地区に入り、新設されたヴュルテンベルク＝バーデン州の一部となった。この州から1952年に現在のバーデン＝ヴュルテンベルク州が成立した。戦後ヘンミンゲンでは、目に見える形の発展が起こった。このため、まず町の中心部の南側に、古い町を半円形に囲む形で新しい住宅地が設けられた。1960年代末以後、古い町の中心部の東と北西に住宅がいくつもの工期に分けて建設されていった。町の南西には密集した商工業地区が成立した。1973年にバーデン＝ヴュルテンベルク州の郡域再編が行われ、ヘンミンゲンはルートヴィヒスブルク郡に編入された。ヘンミンゲンとシュヴィーバーディンゲンは1974年からシュヴィーバーディンゲン＝ヘンミンゲン自治体行政連合を形成している。

## 住民

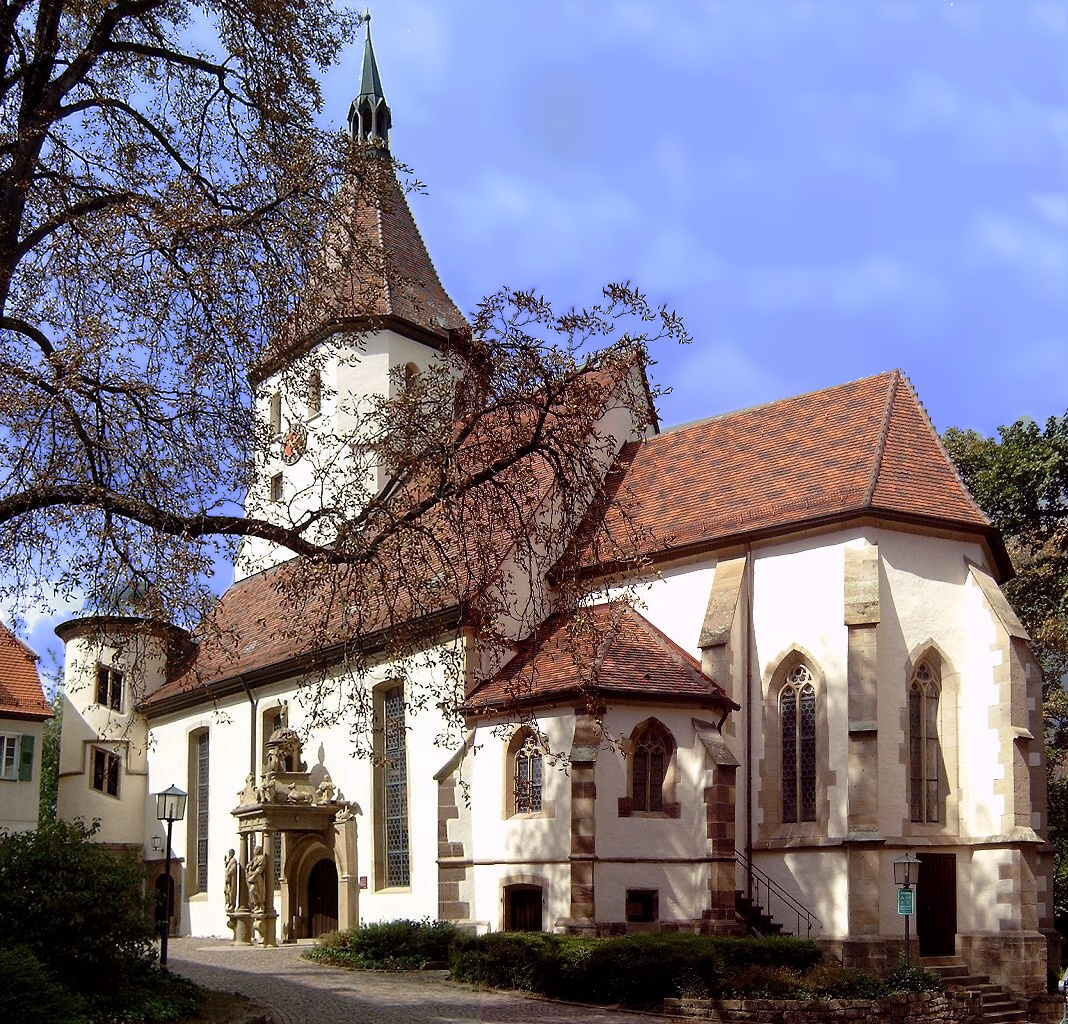
ラウレンティウス教会

### 宗教
ヘンミンゲンは宗教改革までシュパイアー司教区に属し、三位一体助祭長区グリューニンゲン参事会の下位に置かれていた。福音主義のウルリヒ公は、1534年にヴュルテンベルク全土に、したがってヘンミンゲンにも、福音主義を信仰するよう命令した。ニッペンブルク領主家だけはカトリックの信仰を守り、これ以後も城内で私的にカトリックのミサを行った。
ヘンミンゲンの福音主義教会は、現在約3,000人の信者を擁している。この教会は、ヴュルテンベルクの福音主義地方教会のディッツィンゲン教会管区に属している。礼拝はラウレンティウス教会で行われている。また、集会所を借りてパーティーを行うことも可能である。教会のパーティーもここで行われる。福音主義青年会ヘンミンゲンは、青少年活動を担っている。
カトリックのヘンミンゲン教会組織は、約1,900人の信者を擁している。この教会はミュンヒンゲンを含み、コルンタールの教区とともにロッテンブルク＝シュトゥットガルト司教区ルートヴィヒスブルク首席司祭区内で司牧会を形成している。カトリックの教会は1959年から独自の教会堂聖ゲオルク教会と教団センターを有している。
ヘンミンゲンには新使徒教会の組織もある。
また、ヘンミンゲンには約400人から500人のムスリムが住んでいる。

## 行政

### 議会
ヘンミンゲンの町議会議員は18議席である。

### 首長
ハインリヒ・ラートフェルダー（1922年 - 1985年）は、1948年から1978年までヘンミンゲンの町長を務めた。その後継者ヴェルナー・ナフツ (FW) は1978年3月12日から2010年3月11日まで町長の職にあった。トーマス・フェーファー (CDU) は2010年2月7日に町長に選出され、同年3月12日に町長に就任した。再選選挙は2017年12月17日に行われた。シェーファーは 96.2 %の信任票を得て再選された。

### 紋章と旗
紋章は、金地で、グリップを下に垂直に配置された青い焼き網。焼き網は、ヘンミンゲンの守護聖人聖ラウレンティウスの殉教を示すアトリビュートである。町の旗は青 - 黄で、1980年4月15日に認可された。

## 文化と見所

### 音楽
1946年に設立された福音主義教会のポザウネンコール（金管アンサンブル）は、約40人のメンバーを擁するクラブである。
シュピールマンス・ファファーレツーク・ヘンミンゲンは1952年から存在しており、国際ツアーで演奏を行っている（たとえば、2003年の上海国際芸術祭に招待された）。

### スポーツ
ヘンミンゲンには多くのスポーツクラブがある。GSV ヘンミンゲンは、サッカー、ハンドボール、テニス、卓球など幅広い種目を提供している。ハンドボール部門と水泳部門は、TSV シュヴィーバーディンゲンと姉妹クラブ提携を行っている。かつて GSV に所属した有名なスポーツ選手としては、プロサッカー選手のセルジュ・ニャブリ、プロハンドボール選手のマイケ・メルツ、ディナー・エッケルレ、マルクス・ロミンガーがいる。ヘンミンゲン射撃クラブは射撃スポーツを提供している。

### 建築

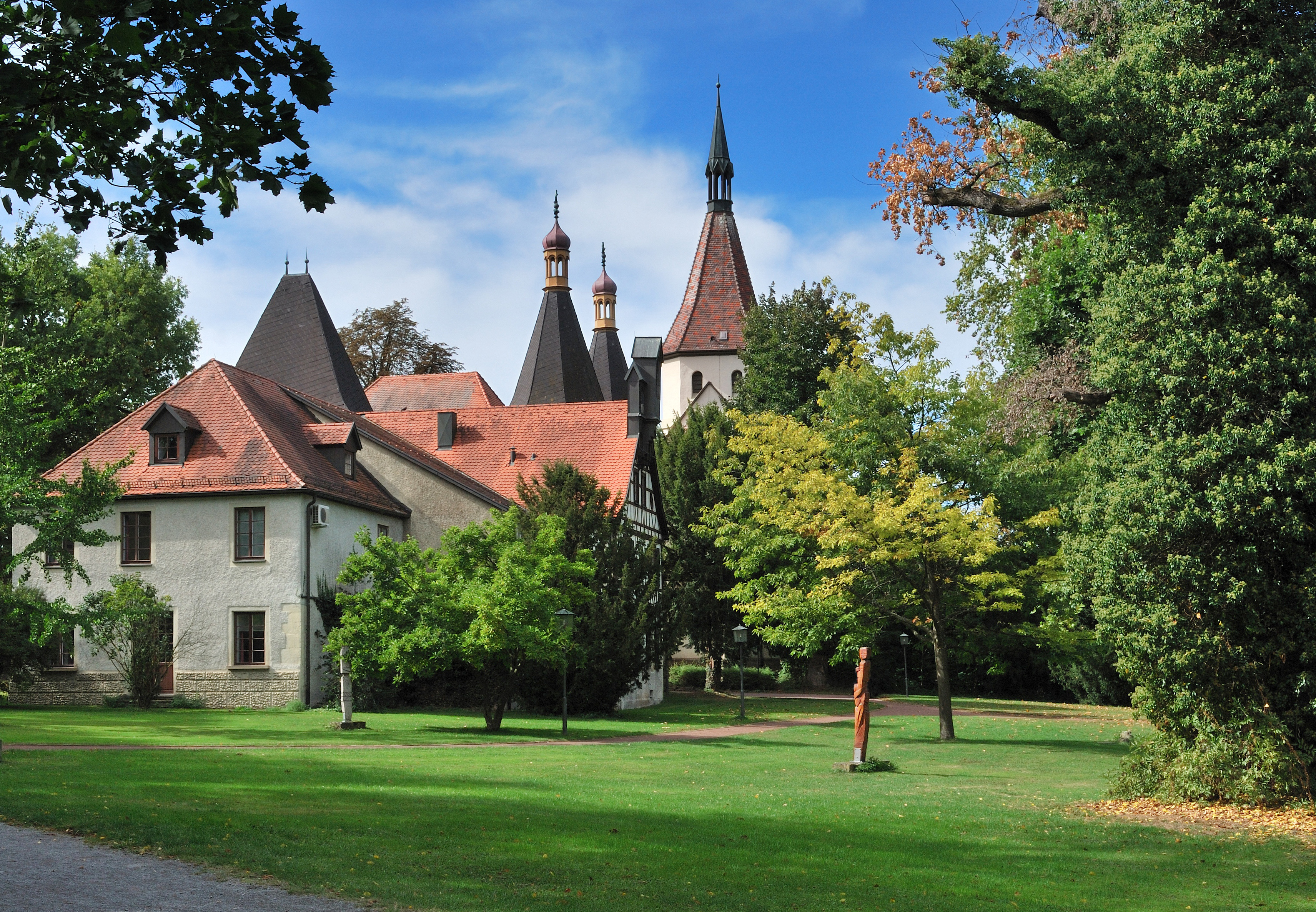
ヘンミンゲン城

ラウレンティウス教会は、この町の最も古い建物であり、町の中心部、マルクト広場沿いの城館近くに位置している。カイザーシュタインはヘンミンゲンの南にある高さ約 6 m の石碑で、1885年に皇帝ヴィルヘルム1世がヘンミンゲン城を訪れたことを記念して建立されたものである。元々は金属製の鷲を頂上に戴いていた。グレムス川沿いに保護文化財に指定されているハークミューレがある。

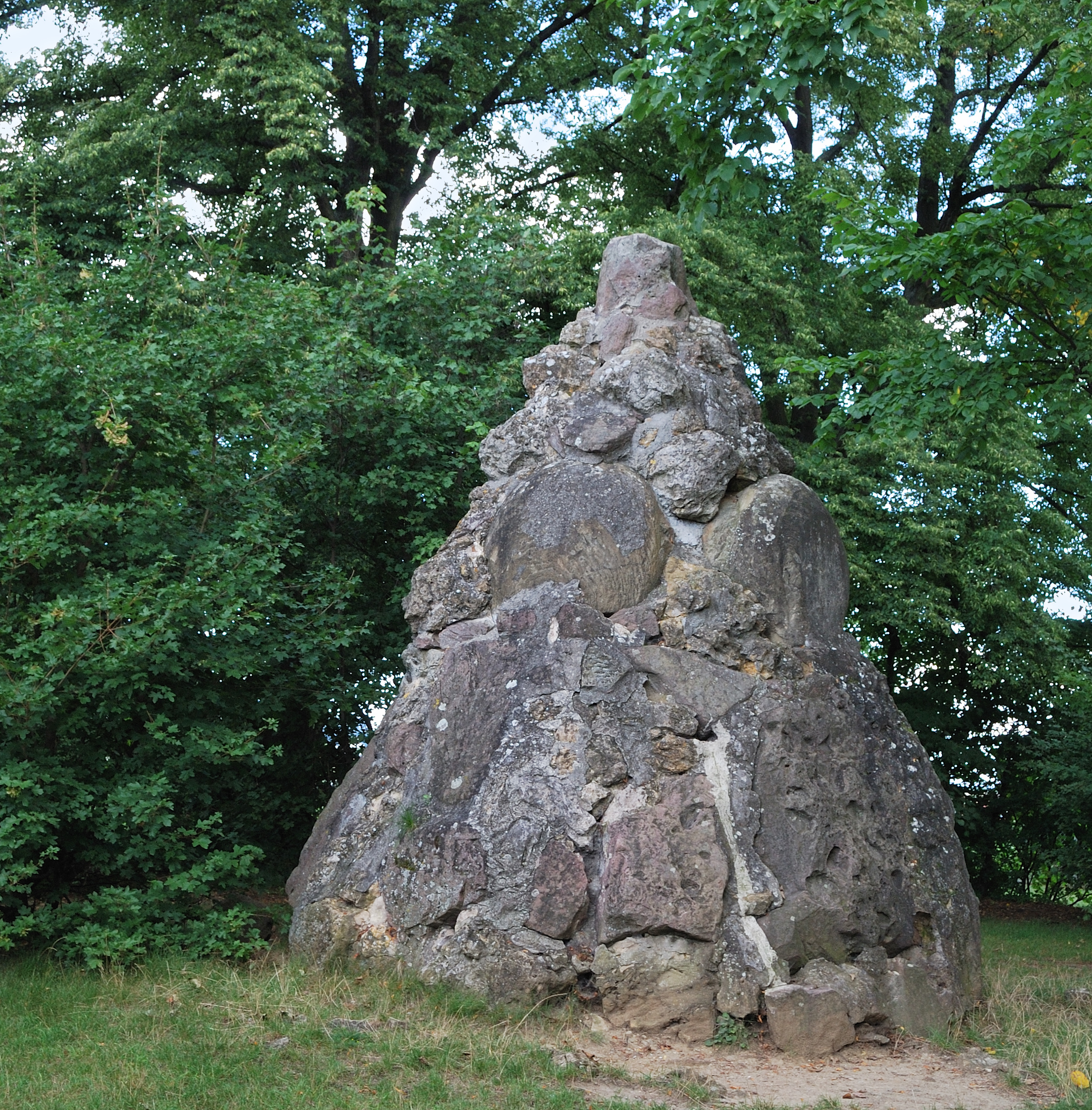
カイザーシュタイン
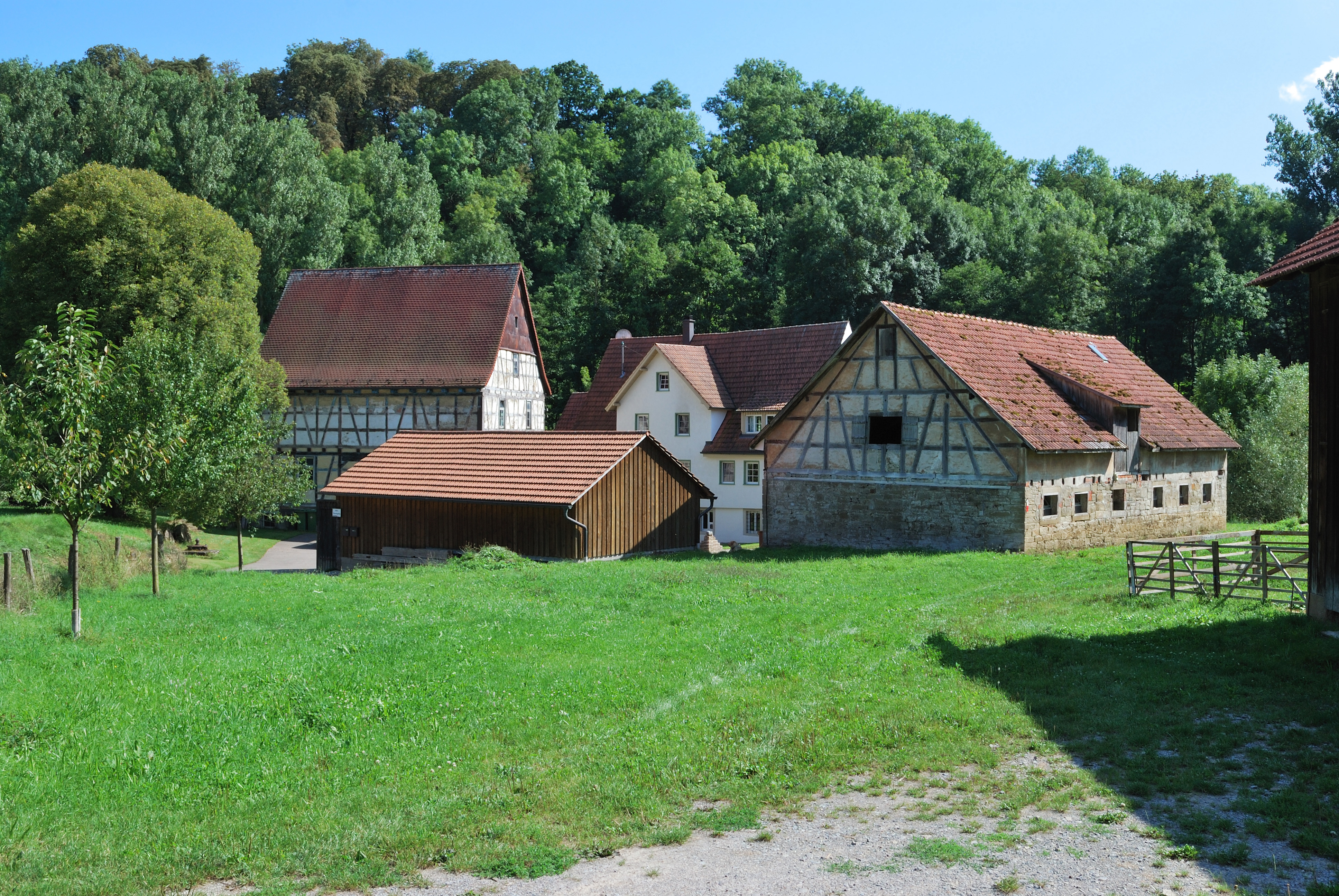
ハークミューレ

### 青年活動
町は、専任の管理者の元、青年の家「アスターガルテン」を運営している。
福音主義ユーゲント・ヘンミンゲン (ejh) は、福音主義教会組織内の独立した青年活動グループとして2007年に発足した。

## 経済と社会資本

### 交通
1906年からシュトローゴイ鉄道が運行している。平日は30分間隔、週末は1時間間隔に、ヘンミンゲンとコルンタールとの間を往復している。その後シュトローゴイ鉄道はディッツィンゲン＝ハイマーディンゲンとコルンタールとの間を運行するようになった。この鉄道は、R61号線としてシュトゥットガルト交通・運賃同盟に属しており、ルートヴィヒスブルク郡と沿線市町村（ディッツィンゲン、ヘンミンゲン、シュヴィーバーディンゲン、コルンタール＝ミュンヒンゲン）で形成するシュトローゴイ目的連合によって運営されている。この他に、バス路線 501、502、534、591、612、651号および夜行バス N55号が近隣の大きな町（たとえば、フォイエルバッハ、ルートヴィヒスブルク、レオンベルク、ツッフェンハウゼン（夜行バス）など）との間を結んでいる。ヘンミンゲンは、2013年12月2日に新たに設けられたレオンベルク/ヘンミンゲンおよびその周辺環境ゾーンに組み込まれている。

### 公共機関
- 郡立クレーブラット養護ホームの老人・養護ホーム
- ヘンミンゲン消防団

### 地元企業
- カール・ヘック・トランスポート
- ヘルカーベル・ケーブルおよび導線製造はヘンミンゲンに本社を置いている。

### 教育
ヘンミンゲンには基礎課程学校が1校ある。また、シュヴィーバーディンゲンと共同でグレムスタールシューレを運営している。

### ライフライン
この町の電力網およびガス網は EnBW レギオナル AG が運営している。ヘンミンゲンの飲料水は、州水供給会社とシュトローゴイ水供給会社との混合水である。塵芥処理は、ルートヴィヒスブルク郡の 100 % 子会社のルートヴィヒスブルク郡塵芥処理会社 (AVL) が行っている。AVLは、ルートヴィヒスブルク郡の委託を受けてゴミの削減、再利用、廃棄といった処理を行っている。

### 原注
1. ↑  三位一体助祭長区はヴァイル・デア・シュタット参事会、グリューニンゲン参事会（現在のマルクグレーニンゲン）、ファイインゲン・アン・デア・エンツ参事会の3つの参事会で構成される。